# Marooned Live
Marooned – Live es un álbum en vivo de Sodom. Fue grabado en Zeche Carl.

## Lista de temas
- 1. "Intro" – 0:35
- 2. "Outbreak of Evil" – 2:51
- 3. "Jabba the Hut" – 2:34
- 4. "Agent Orange" – 5:31
- 5. "Jesus Screamer" – 1:48
- 6. "Ausgebombt" – 2:51
- 7. "Tarred and Feathered " – 3:24
- 8. "Abuse" – 1:33
- 9. "Remember the Fallen" – 4:45
- 10. "An Eye for an Eye" – 4:00
- 11. "Tired and Red" – 5:06
- 12. "Eat Me!" – 2:54
- 13. "Die Stumme Ursel" – 3:20
- 14. "Sodomized" – 2:47
- 15. "Gomorrah" – 1:56
- 16. "One Step over the Line" – 4:16
- 17. "Freaks of Nature" – 2:53
- 18. "Aber Bitte mit Sahne" – 5:17 (Cover Udo Jürgens)
- 19. "Silence Is Consent" – 2:52
- 20. "Wachturm/Erwachet" – 4:24
- 21. "Stalinhagel" – 7:01
- 22. "Fratricide" – 2:53
- 23. "Gone to Glory" – 1:58

- "Fratricide" y "Gone to Glory" se registraron durante la prueba de sonido en los muelles de Hamburgo, 10 de mayo de 1994. Stalinhagel es una combinación de las canciones "Stalinorgel" y "Bombenhagel".

## Créditos
- Tom Angelripper - Voz, bajo
- Andy Brings - Guitarra
- Atomic Steif - Batería

- Datos: Q2527408